# Юнусов, Сабир Юнусович
Саби́р Юну́сович Юну́сов (узб. Sobir Yunusovich Yunusov, Собир Юнусович Юнусов; 5 [18] марта 1909, Ташкент — 29 ноября 1995, Ташкент) — советский учёный, специалист в области химии алкалоидов.

## Биография
Родился в Ташкенте. Окончил Среднеазиатский университет в Ташкенте (1935). В 1936—1941 годах работал во Всесоюзном химико-фармацевтическом институте, в 1943—1959 годах — в институте химии АН УзССР (с 1950 по 1952 годы — его директор). С 1959 года — основатель и директор Института химии растительных веществ АН УзССР в Ташкенте. Умер и похоронен в Ташкенте.
Сын — Марат Сабирович Юнусов, узбекский химик, академик РАН.

## Награды и звания
- Герой Социалистического Труда (13.03.1969)
- орден Ленина (13.03.1969)
- орден Октябрьской Революции (16.03.1979)
- орден Трудового Красного Знамени (01.03.1965)
- орден «Знак Почёта» (16.01.1950)
- орден Дружбы народов (17.09.1975)
- орден «Буюк хизматлари учун» (2002, посмертно)[1]
- медаль «За трудовую доблесть» (08.10.1954)
- другие медали
- Золотая медаль имени Д. И. Менделеева — за исследования в области химии алкалоидов (1971)
- Государственная премия Узбекской ССР имени А. Бируни (1967)[2]
- Академик Академии наук Узбекской ССР.
- Член-корреспондент Академии наук СССР с 20 июня 1958 года.
- Член Немецкой академии натуралистов «Леопольдина».
- Государственная премия Республики Узбекистан первой степени в области науки и техники (2007, посмертно)[3]